# Calitys
Calitys é um gênero de besouros pertencente à família Trogossitidae . É o único membro da subfamília Calityinae . O gênero foi descrito pela primeira vez por Thomson em 1859. O gênero contém duas espécies inequívocas, Calitys scabra (Thunberg, 1784), nativa da Europa e América do Norte, e Calitys minor (Hatch, 1962), nativa da América do Norte. Algumas espécies foram relatadas na África do Sul, mas são contestadas. As duas espécies inequívocas vivem sobre e sob a casca de árvores coníferas, onde se alimentam de fungos.